# Estació de Plaça Espanya (València)

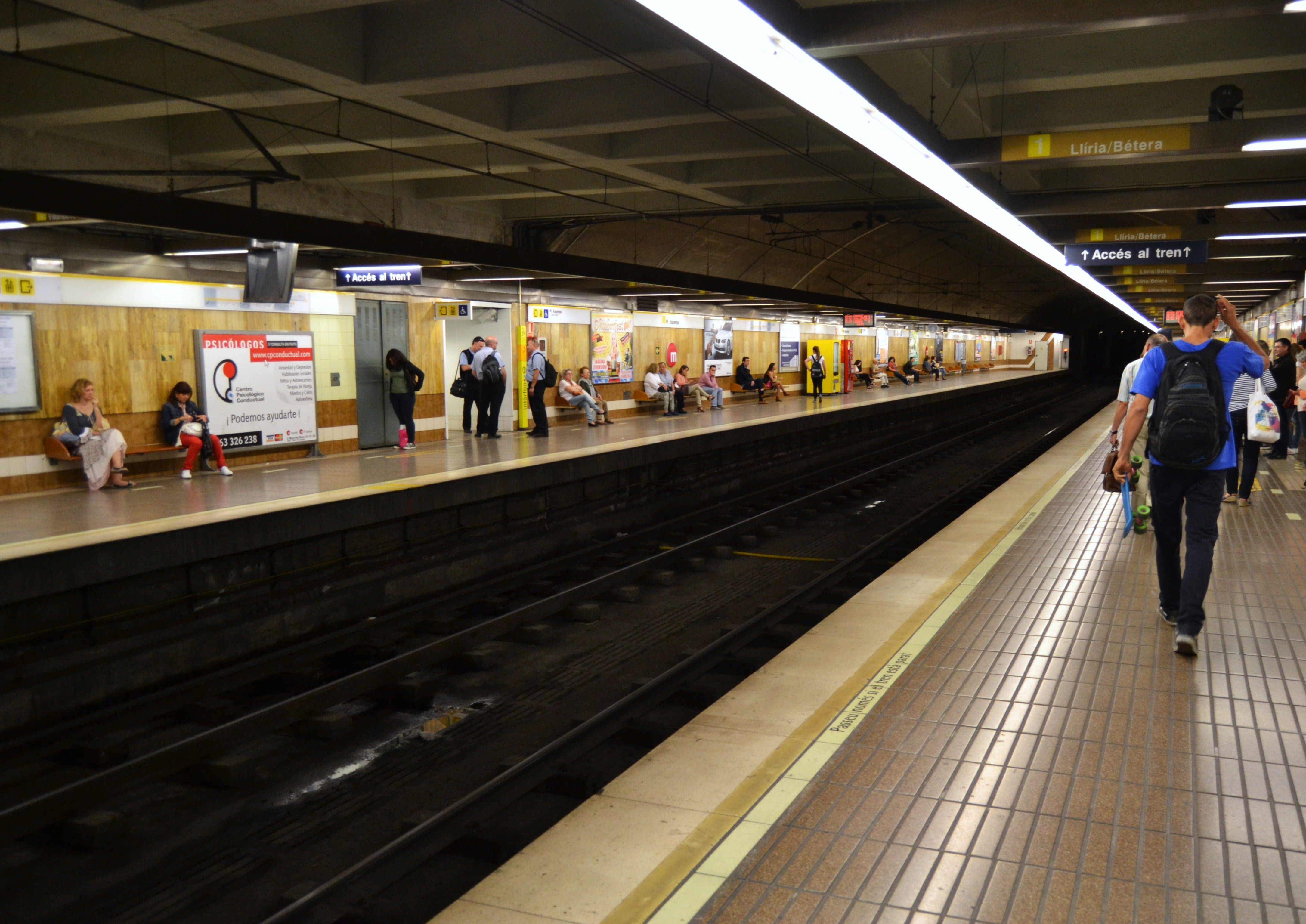
Andana de l'estació

L'Estació de la Plaça d'Espanya, oficialment Plaça Espanya, és una de les estacions del metro de València. Es troba al barri de l'Eixample de València, en la unió de les grans vies de Ramón y Cajal i de Ferran el Catòlic al centre de la ciutat.
| Procedència/Destinació | <             | Línia | >     | Procedència/Destinació |
| ---------------------- | ------------- | ----- | ----- | ---------------------- |
| Bétera                 | Àngel Guimerà |       | Jesús | Castelló               |
| Llíria                 | Àngel Guimerà | ...   | Jesús | Torrent Avinguda       |

## Accessos
- Plaça d'Espanya